# Gartenfächerschwanz
Der Gartenfächerschwanz (Rhipidura leucophrys) ist ein Singvogel aus der Familie der Fächerschwänze (Rhipiduridae). In Australien zählt die Art zu den bekanntesten und häufigsten Vögeln. Auf Grund seiner auffälligen Schwanzbewegungen wird er im englischen Sprachgebrauch Willie Wagtail (Willie Wackelschwanz) genannt.
Die Bestände gelten in seinem gesamten Verbreitungsgebiet als nicht gefährdet. In Australien haben seine Bestände nach der europäischen Besiedelung zugenommen, da er auf Grund der Abholzung von Wäldern und der Ausweitung von Agrarflächen ein größeres Nahrungsangebot findet.

## Merkmale

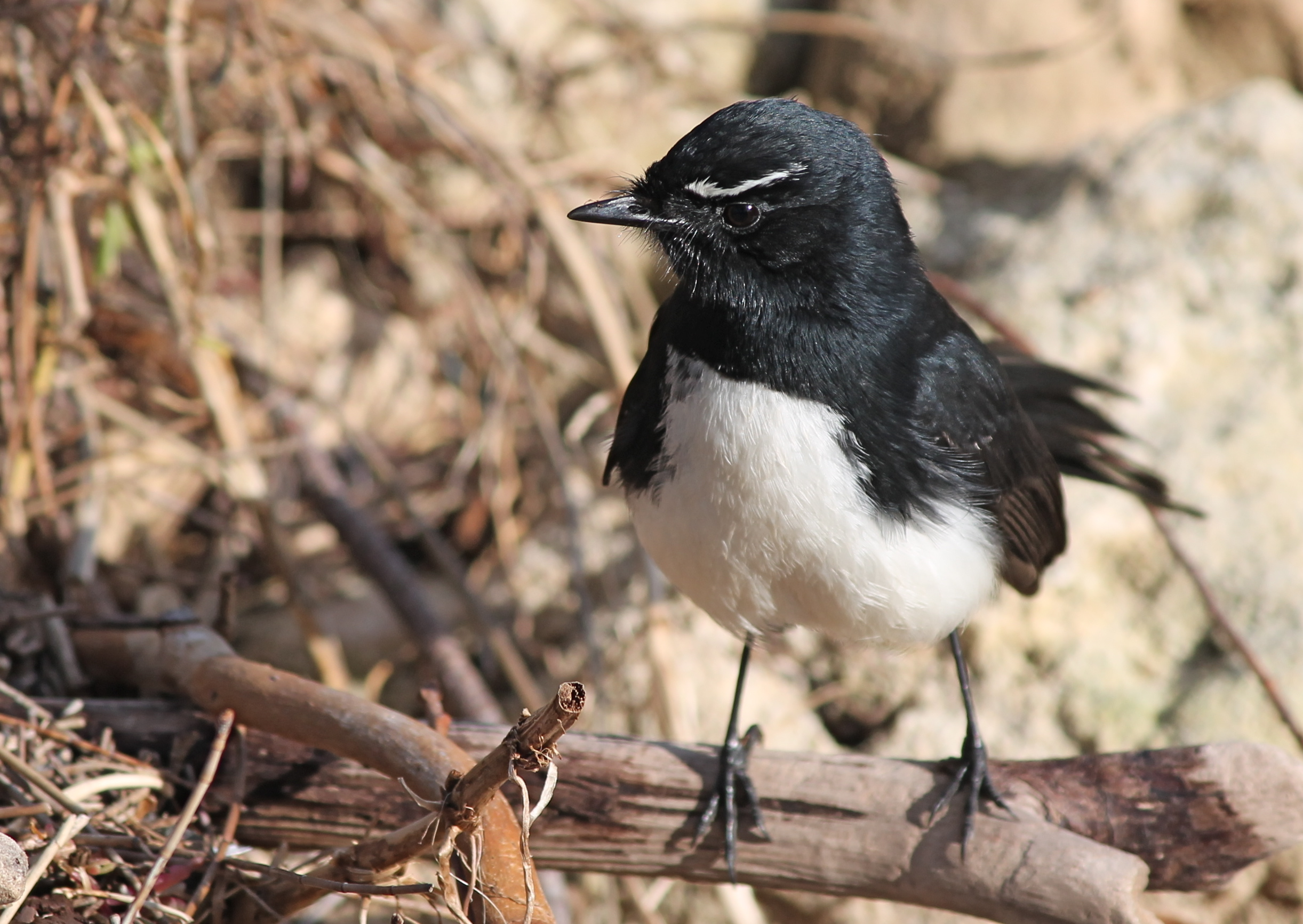
Gartenfächerschwanz, südlich von Perth

Der etwa 20 cm lange Gartenfächerschwanz erreicht ein Gewicht von etwa 18 Gramm. Adulte Vögel haben einen schwarzen Kopf mit einem weißen Überaugenstreif. Hals und Körperoberseite sind ebenfalls schwarz. Bei guten Lichtverhältnissen glänzt die Körperoberseite leicht. Das Schwanzgefieder ist dunkelbraun und die Körperunterseite ist bis auf das schwarze Kinn und die schwarze Kehle weiß.
Jungvögel sind auf der Oberseite nicht tiefschwarz, sondern eher dunkelgrau, ihre Flügelenden sind bräunlich. Seinen teilweise melodisch zwitschernden, jedoch von rhythmisch-mechanisch klingenden Elementen durchsetzten Gesang trägt er vor allem nachts vor.

## Verwechslungsmöglichkeiten
Der Gartenfächerschwanz ist gewöhnlich einfach zu identifizieren. Es gibt unter den Monarchen jedoch zwei Arten, die ihm oberflächlich ähneln. Der Weißkehl-Monarch (Myiagra inquieta) hat keinen schwarzen Kopf, bei ihm sind Kinn und Kehle weiß. Der Seiden-Monarch (Myiagra cyanoleuca) ist deutlich kleiner als der Gartenfächerschwanz, hat ein kürzeres Schwanzgefieder und eine kleine, aufstellbare Federhaube.

## Verbreitung

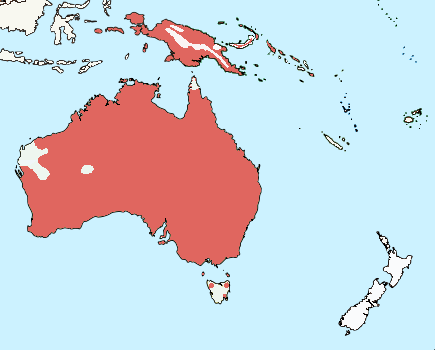
Verbreitungskarte des Gartenfächerschwanzes

Das Verbreitungsgebiet des Gartenfächerschwanzes umfasst weite Teile Australiens, die Salomonen, den Bismarck-Archipel, die Molukken und weite Gebiete Neuguineas. In Australien fehlt der Gartenfächerschwanz nur im äußersten Norden der Kap-York-Halbinsel und einem größeren Gebiet in Western Australia. In der Torres-Straße, der etwa 185 km breiten Meerenge zwischen der nordostaustralischen Kap-York-Halbinsel und der Südküste von Neuguinea, kommt der Gartenfächerschwanz nur auf drei Inseln vor. Auf Tasmanien ist er im Norden ein gelegentlicher Irrgast, bis jetzt gibt es für diese Insel nur einen einzigen Brutbeleg. Auch auf den Chathaminseln und der Lord-Howe-Insel ist der Gartenfächerschwanz nur ein gelegentlicher Irrgast.
Der Gartenfächerschwanz besiedelt eine Reihe sehr unterschiedlicher Lebensräume. Er ist grundsätzlich ein Vogel offener, nur schütter bewaldeter Landschaftsformen und kommt auch auf Grasland vor. In ariden und semiariden Regionen ist er gewöhnlich in der Nähe von Gewässern zu finden. Er kommt außerdem in Parks, Gärten, Golfplätzen und auf landwirtschaftlich genutzten Flächen vor.
Der Gartenfächerschwanz ist im größten Teil seines Verbreitungsgebietes ein Standvogel, der nach jetzigem Erkenntnisstand ganzjährig ein Revier verteidigt. Auf die Ortstreue weisen auch die Wiederfunde beringter Vögel hin. Die Mehrzahl der wiederaufgefundenen Vögel hat sich nicht weiter als 10 Kilometer vom ursprünglichen Beringungsort entfernt. Saisonale Bestandszunahmen in einzelnen Regionen sind auf die Dispersion von Jungvögeln und lokale Wanderbewegungen nach der Brutzeit zurückzuführen.

## Unterarten und ihre Verbreitung

Spreizen des Schwanzgefieders

Es werden die folgenden Unterarten unterschieden;
- R. l. melaleuca (Quoy & Gaimard, 1830) – Molukken und der Westen von Neuguinea und angrenzende Inseln, Aru-Inseln, Bismarck-Archipel und Salomonen-Inseln.
- R. l. picata Gould, 1848 – Norden Australians von Kimberley in Western Australia über den Norden des Northern Territory bis in den Norden von Queensland.
- R. l. leucophrys (Latham, 1801) – Süden Australiens und Kangaroo Insel.

## Verhalten
Die Vögel sind meist allein oder paarweise anzutreffen. Außerhalb der Brutsaison jedoch schließen sie sich zu größeren Schwärmen zusammen, manchmal auch mit anderen Vogelarten vergesellschaftet. Die Nahrung besteht aus kleinen Wirbellosen, die der Gartenfächerschwanz am Boden sucht. Dabei bewegt er den gefächerten Schwanz auffällig hin und her. Der Vogel ist häufig in der Nähe von Viehherden anzutreffen, um aufgescheuchte Insekten zu fangen. Die Tiere werden auch als Sitzwarte genutzt, von der aus Insekten im Flug erbeutet werden.

## Fortpflanzung

### Paarbeziehung und Revier

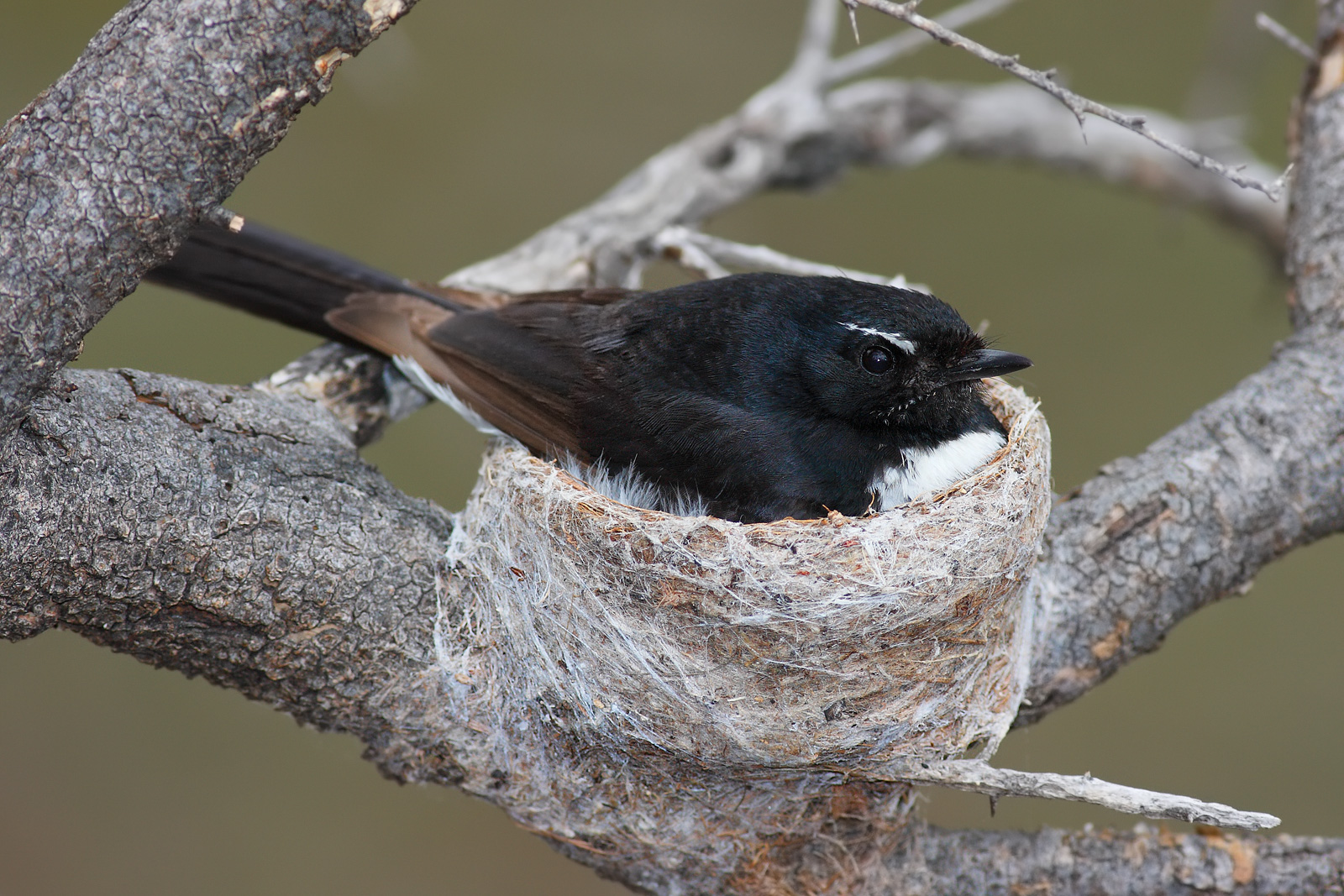
Brütender Gartenfächerschwanz

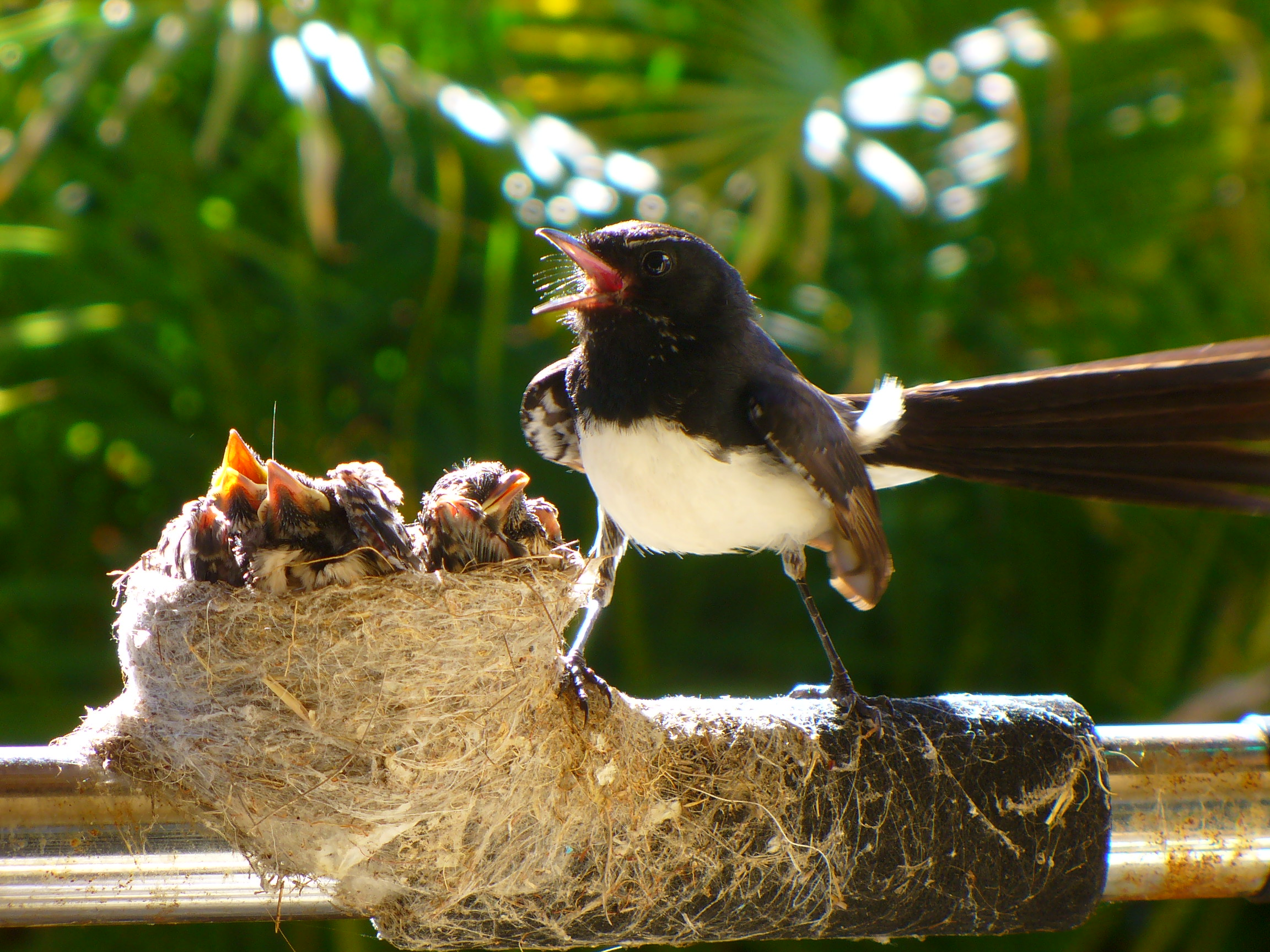
Gartenfächerschwanz mit Nestlingen

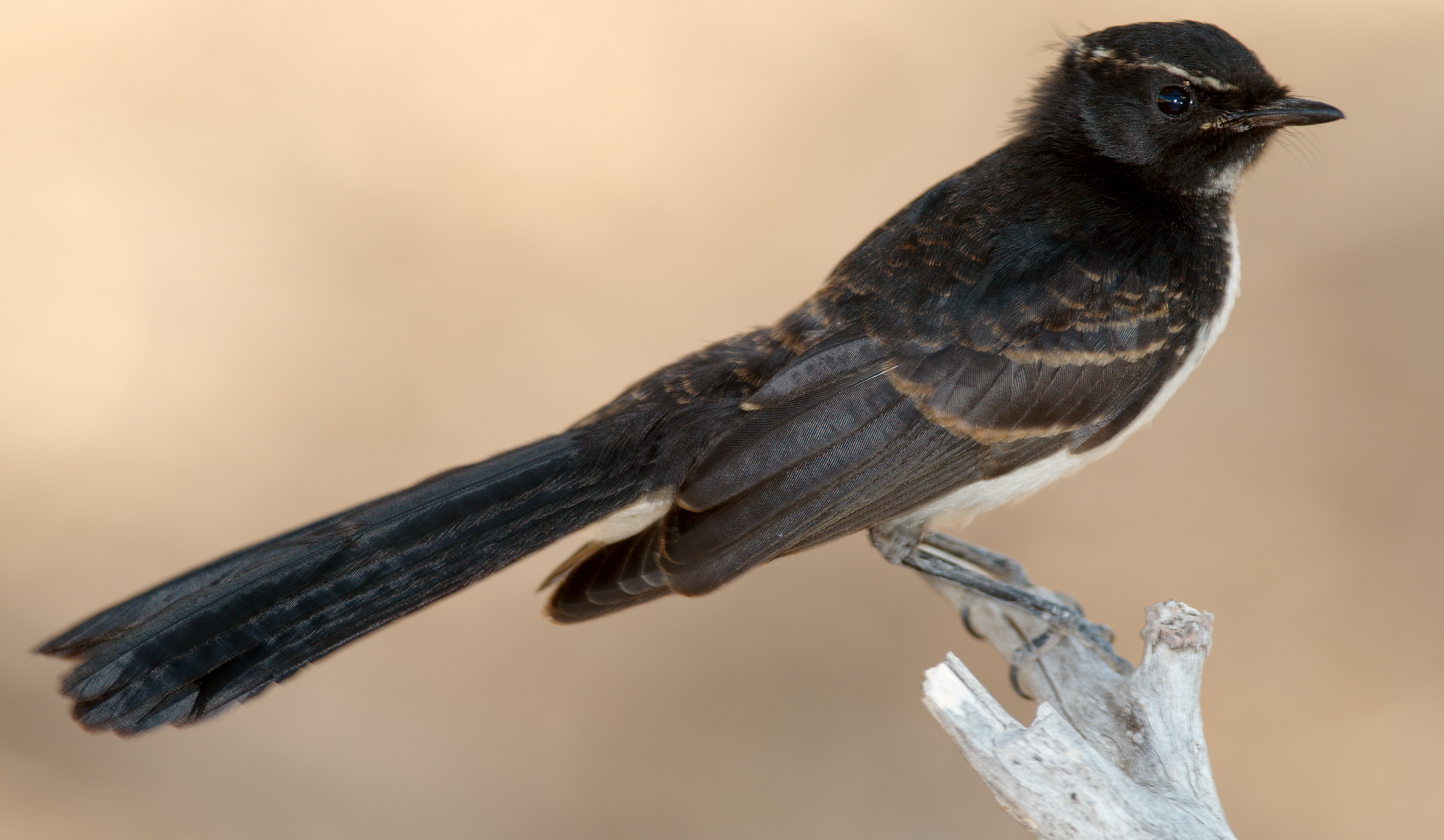
Jungvogel

Gartenfächerschwanz sind monogam, die Paarbeziehung besteht wahrscheinlich über mehr als eine Brutzeit. Beide Vögel eines Paares zeigen die Grenzen ihres Reviers durch Gesang an und beide verteidigen energisch ihr Brutrevier, wobei ihr Verhalten während der Brutzeit deutlich aggressiver ist als außerhalb der Brutzeit. Außerhalb der Brutzeit wird das Revier nur gegen Artgenossen verteidigt. Während der Brutzeit zeigen Gartenfächerschwänze ein aggressives Verhalten gegenüber anderen Vogelarten unabhängig von ihrer Körpergröße. Angegriffen werden beispielsweise so große Vögel wie Keilschwanzadler, Jägerliest, Schwarzgesicht-Raupenfänger und Flötenvogel, die potentiell Fressfeinde der Nestlinge sind. Aggressives Verhalten zeigen Gartenfächerschwänze aber auch gegenüber sehr kleinen und für Eier und Nestlinge ungefährliche Arten wie beispielsweise Graumantelbrillenvogel (Zosterops lateralis) und Graufächerschwanz. Angegriffen werden aber auch Menschen, Hunde und Katzen, wenn sie in Nestnähe kommen.

### Brutzeit, Nest und Gelege
Die Brutzeit liegt in Australien meist zwischen August und Februar, in den äquatornahen Brutgebieten können Gelege aber während des gesamten Jahres gefunden werden. Der Gartenfächerschwanz baut auf Ästen, Masten oder Dächern ein ordentliches, schalenförmiges Nest aus Gras und Spinnweben, das mit Haaren auspolstert wird. Diese zupft der Vogel bisweilen Tieren direkt aus. Nester werden oft mehrmals verwendet; alte Nester dienen als Baumaterial für neue.
Das Gelege besteht meistens aus drei cremefarbenen Eiern mit grauen oder braunen Flecken, die beide Altvögel rund zwei Wochen lang bebrüten. Während der Nacht ruht der nicht-brütende Elternvogel jeweils in Nestnähe. Nach 14 Tagen werden die Jungen flügge, die von beiden Elternvögeln gefüttert werden. Flügge gewordene Jungvögel suchen zunächst Deckung in der Nähe des Nestes und verlassen diese nur, um von den Elternvögeln gefüttert zu werden. In einer Brutsaison können die Paare bis zu vier Mal brüten. Die Bruten können sich dabei überlappen: Einer der beiden Elternvögel bebrütet bereits das nächste Gelege, während der andere Elternvogel die Jungvögel mit Futter versorgt.

### Flügge gewordene Jungvögel
Jungvögel werden nach dem Flüggewerden noch etwa zwei Wochen lang mit Futter versorgt. Dabei nimmt die Menge an angebotener Nahrung gegen Ende der zweiten Woche deutlich ab. Die Jungvögel werden dann auch nicht mehr lange im Brutrevier der Elternvögel geduldet, sondern angegriffen. Der Zeitraum zwischen dem Zeitpunkt, ab dem die Jungvögel ihre Nahrung selbständig finden müssen und dem Moment, ab dem die Elternvögel versuchen, die Jungvögel aus dem Revier zu vertreiben, variiert in Abhängigkeit vom jeweiligen Lebensraum. Bei Gartenfächerschwänzen, die in Sydney länger beobachtet wurden, sind die Jungvögel ab dem 12. Tag nach Verlassen des Nestes zunehmend auf eine eigenständige Nahrungssuche angewiesen. Ab dem 17. Tag nach dem Ausfliegen erhalten sie kein Futter mehr von den Elternvögeln. Ab dem 19. Tag beginnen die Eltern, gegenüber ihrem Nachwuchs Aggressionen zu zeigen. Sie werden länger im Brutrevier der Elternvögel geduldet, wenn diese keine weitere Brut aufziehen oder das Gelege durch Fressfeinde oder Ähnliches verloren gegangen ist. Bei Gartenfächerschwänzen, deren Fortpflanzungsbiologie in Adelaide näher untersucht wurden, duldeten die Elternvögel die Jungvögel dagegen 24 Tage lang im Revier.

## Lebenserwartung
Anhand von Beringungsfunden konnte belegt werden, dass Gartenfächerschwänze mehrere Jahre alt werden können. Ein als adulter Vogel beringter Gartenfächerschwanz wurde 9 Jahre und vier Monate später wieder aufgefunden.

## Trivia

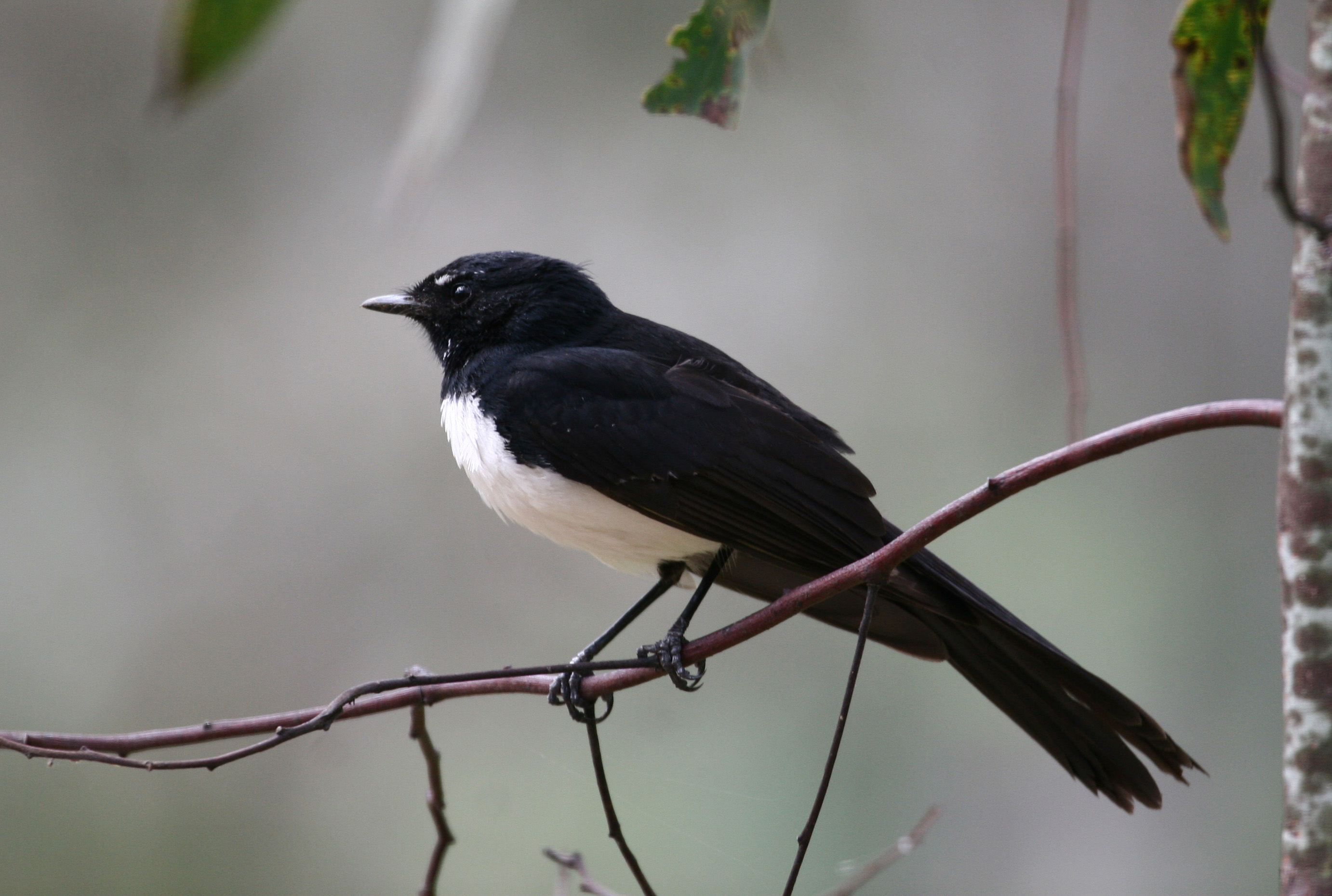
Gartenfächerschwanz in einem Vorort von Melbourne

Um das Jahr 1923 wurde versucht, den Gartenfächerschwanz auf Hawaii einzuführen. Es wurden 50 Paare ausgesetzt. Der Einführungsversuch blieb vergeblich, Gartenfächerschwänze wurden auf Hawaii jedoch noch im Jahre 1937 beobachtet.
Bei Aborigines der Musgrave Ranges war der Vogel verhasst, weil man ihm nachsagte, dass er in die Lager komme, um die Gespräche zu belauschen und das Gehörte dann in anderen Lagern zu verbreiten.

## Einzelbelege
1. 1 2  Higgins, Peter & Cowling: Handbook of Australian, New Zealand & Antarctic Birds: Volume 7 Boatbill to Starlings, Part A: Boatbill to Larks. S. 225.
2. 1 2 3  Higgins, Peter & Cowling: Handbook of Australian, New Zealand & Antarctic Birds: Volume 7 Boatbill to Starlings, Part A: Boatbill to Larks. S. 229.
3. 1 2  Higgins, Peter & Cowling: Handbook of Australian, New Zealand & Antarctic Birds: Volume 7 Boatbill to Starlings, Part A: Boatbill to Larks. S. 226.
4. 1 2  Higgins, Peter & Cowling: Handbook of Australian, New Zealand & Antarctic Birds: Volume 7 Boatbill to Starlings, Part A: Boatbill to Larks. S. 228.
5. 1 2 3  Higgins, Peter & Cowling: Handbook of Australian, New Zealand & Antarctic Birds: Volume 7 Boatbill to Starlings, Part A: Boatbill to Larks. S. 230.
6. 1 2  Higgins, Peter & Cowling: Handbook of Australian, New Zealand & Antarctic Birds: Volume 7 Boatbill to Starlings, Part A: Boatbill to Larks. S. 234.
7. ↑  Higgins, Peter & Cowling: Handbook of Australian, New Zealand & Antarctic Birds: Volume 7 Boatbill to Starlings, Part A: Boatbill to Larks. S. 235.
8. ↑  Higgins, Peter & Cowling: Handbook of Australian, New Zealand & Antarctic Birds: Volume 7 Boatbill to Starlings, Part A: Boatbill to Larks. S. 241.
9. ↑  Higgins, Peter & Cowling: Handbook of Australian, New Zealand & Antarctic Birds: Volume 7 Boatbill to Starlings, Part A: Boatbill to Larks. S. 233.